# Mezzanotte (Dean Koontz)
Mezzanotte è un romanzo del 1989 dello scrittore statunitense Dean Koontz.

## Trama
La storia è ambientata a Moonlight Cove, nella California del nord nella quale il quieto vivere che ne è tipico viene stravolto da una catena di morti.
Il libro si apre con quattro storie separate che si uniscono in un'unica trama più tardi.
Janice Capshaw, una jogger, viene uccisa da un branco di bestie sconosciute sulle spiagge della città costiera di Moonlight Cove. Sua sorella Tessa Lockland arriva in città per indagare; secondo la storia ufficiale, la donna si è suicidata, cosa che sembra improbabile per una persona così ottimista come Janice.
Nel frattempo, Sam Booker, un agente infiltrato dell'FBI, arriva per indagare sulla morte di due agenti. L'incidente è stato oggetto da parte del servizio di polizia locale, che porta al sospetto di condotta scorretta.
In un allevamento di cavalli vicino alla città, Chrissie Foster vede i suoi genitori tornare ad uno stato animalesco, dopo il ritorno a casa perché ha perso l'autobus della scuola. L'hanno chiusa in un armadio, e hanno chiamato un uomo di nome Tucker per aiutarli a trasformare la loro figlia. Quando la portano fuori dalla credenza, spruzza una bomboletta di WD-40 negli occhi del padre per accecarlo momentaneamente e corre per salvarsi la vita, prima a cavallo, poi a piedi. La bambina si infila poi in una tubazione di scarico, dove scopre la carcassa di un orsetto lavatore. L'odore copre il suo profumo, e dalla relativa sicurezza, vede che i suoi genitori e l'uomo chiamato Tucker si sono trasformati in una sorta di ibrido umano-predatore.
Alla sera, Sam va a mangiare in un ristorante messicano, e rileva che il pub locale è quasi vuoto, anche se il ristorante è pieno. Un sacco di mecenati mangiano voracemente con cattive maniere, ma non ci sono chiacchiere tra di loro. Quando Sam lascia il ristorante, telefona al figlio, con il quale ha un rapporto pessimo e poi riprende una passeggiata. Nelle strade vuote, è pedinato da due creature, ma sfugge loro, nascondendosi all'interno di un garage. Poi cerca l'ignoto informatore dell'FBI.
Allo stesso tempo, Tessa viene attaccata nella sua camera d'albergo da due delle creature, e fugge l'edificio, mentre gli altri ospiti vengono uccisi.
Chrissie dorme fino all'alba nel letto del furgone del giardiniere della scuola locale, e rimane nascosta lì per chiedere aiuto in giro. Cerca l'aiuto del parroco ma lui, dopo averla ospitata e averle offerto la colazione, si trasforma in un mostro e la insegue. Chrissie a questo punto ha capito che la polizia e la maggior parte dei cittadini di Moonlight Cove devono essere stati trasformati, così lei continua a cercare un rifugio sicuro.